# Rangemore
Rangemore – wieś w Anglii, w hrabstwie Staffordshire, w dystrykcie East Staffordshire. Leży 26 km na wschód od miasta Stafford i 180 km na północny zachód od Londynu.